# Abrothrix olivaceus
Abrothrix olivaceus är en däggdjursart som först beskrevs av Waterhouse 1837.  Abrothrix olivaceus ingår i släktet Abrothrix och familjen hamsterartade gnagare. Inga underarter finns listade i Catalogue of Life.
För en population registrerades i genomsnitt en kroppslängd (huvud och bål) av 80 mm, en svanslängd av 54 mm och en vikt av 13 g. Motsvarande genomsnittsvärden för en annan population var 89 mm för kroppslängden, 58 mm för svanslängden och 17 g för vikten. Bakfötterna är cirka 20 mm långa och öronen är ungefär 14 mm stora. Som hos andra släktmedlemmar är pälsen lång och mjuk. Pälsens färg varierar mellan olivbrun, grå och ockra. Ifall undersidan är ljusare så är övergången stegvis.
Denna gnagare förekommer i nästan hela Chile och i södra Argentina. Habitatet utgörs av skogar med träd av släktet Nothofagus och av fuktiga stäpper. Populationen som lever i stäpper beskrevs ursprungligen som en annan art, A. xanthorhinus. Den är enligt nyare forskningsresultat ett synonym till Abrothrix olivaceus. Arten hittas även i klippiga regioner av Anderna med glest fördelad växtlighet samt i områden med Drimys winteri och Lomatia ferruginea.
Individerna bygger ett näste av gräs som göms under stenar, mellan rötter och i jordhålor. Revir av honor och hannar överlappar varandra. Populationen är tätast under sommaren och hösten. Abrothrix olivaceus har bär, frön, gröna växtdelar, svampar och leddjur som föda. Hos honor förekommer två eller tre kullar under våren och sommaren mellan oktober och mars. Per kull föds ungefär fem ungar och hos äldre honor är kullen större.
För beståndet är inga hot kända. IUCN listar arten som livskraftig (LC).